# 디 어니언

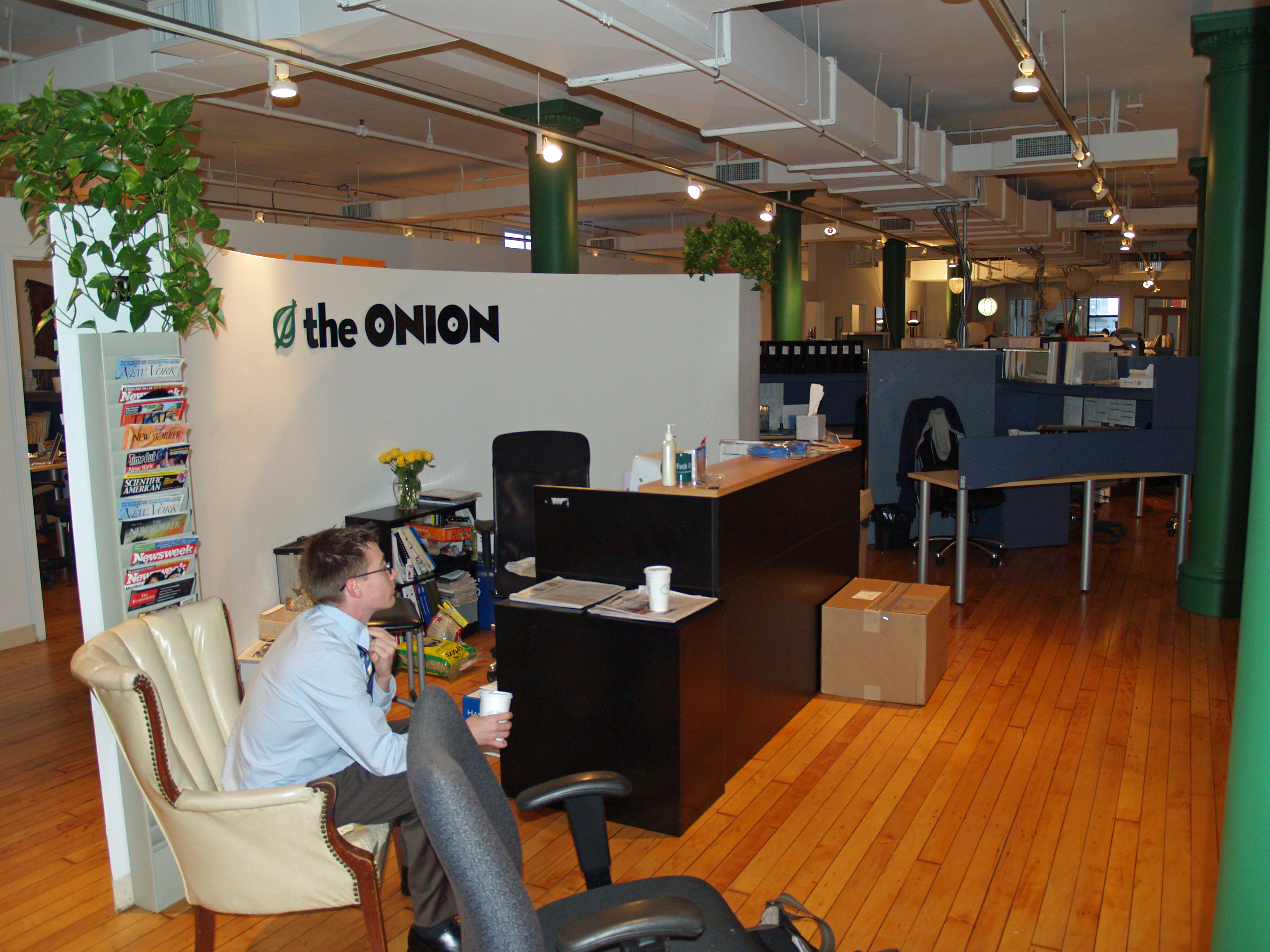

디 어니언, 또는 더 어니언(영어: The onion)은 미국의 풍자 언론사이다. 미국 내외 및 각 지역의 풍자적인 뉴스를 발신하고 또한 엔터테인먼트 신문이자 웹사이트 디 A.V. 클럽도 제공하고있다. 공칭 미국의 발행 부수는 690,000부, 웹 사이트 독자의 61%가 18~44세이다.
1988년 위스콘신주 매디슨에서 창간되었으며, 2007년부터 어니언 뉴스 네트워크(Onion News Network)로, 온라인 음성과 영상의 풍자 뉴스 공개도 하고있다. 2013년부터 인쇄판 발행을 중단하고 웹사이트 어니언 랩스(Onion Labs)를 운영하는 형식으로 전환되었다.